# Facecards
Facecards ist ein Kartenspiel von Leo Colovini, das 2017 bei Ravensburger erschienen ist. 2018 wurde das Spiel in die Empfehlungsliste der Jury zum Spiel des Jahres aufgenommen.

## Hintergrund und Spielmaterial
Bei dem Spiel Facecards geht es darum, Pärchen aus verschiedenen Gesichterkarten zu bilden, die sich möglichst ähnlich sehen sollen und diese den Mitspielern zur Zuordnung zu präsentieren. Errät ein Mitspieler die eigene Kombination, werden beide Spieler mit Punkten (in Form von Fotokarten) belohnt. Auf den 142 Spielkarten des Spiels sind Fotos von Personen, Tieren und gesichtsähnlichen Gegenständen abgebildet. Hinzu kommen sieben Karten „Fotoalbum“, unter denen die Spieler gewonnene Karten sammeln können, und eine Karte „Fotoapparat“, die als Startspielermarker der jeweiligen Runde benutzt wird. Für eigene Kreationen sind zudem 10 Blankokarten enthalten.

## Spielablauf
Zum Beginn des Spiels werden alle Spielkarten gemischt und als verdeckter Stapel in die Tischmitte gelegt. Jeder Spieler bekommt eine Fotoalbum-Karte sowie 7 Karten (bei mindestens 5 Spielern nur 6 Karten) vom Kartenstapel als Handkarten, die er aufnehmen und ansehen kann. Ein ausgewählter Startspieler bekommt den Fotoapparat als Startspielermarker.
Jeder Spieler wählt nun zum Beginn jeder Runde zwei Karten von seiner Hand aus, die sich seiner Meinung nach besonders ähnlich sehen und zueinander passen. Eine der beiden Karten legen die Spieler verdeckt in die Tischmitte, die andere verdeckt vor sich ab. Danach werden bei bis zu vier Spielern drei Karten und bei mehr als vier Spielern eine Karte vom Nachziehstapel verdeckt auf die Karten der Tischmitte gelegt und der Startspieler mischt alle Karten gut durch. Diese werden dann offen ausgelegt und alle Spieler decken ihre Karte offen vor sich auf.
Der Startspieler beginnt damit, ein Pärchen aus einer Karte vor einem Mitspieler und einer in der Tischmitte zu tippen und so die Pärchen seiner Mitspieler zu erraten. Ist der Tipp falsch, ist der nächste Spieler im Uhrzeigersinn an der Reihe. Ist er korrekt, bekommen beide Spieler je eine Karte des Paares als Belohnung und legen sie unter ihre Fotoalbum-Karte. Wenn das Paar zudem aus zwei verschiedenen Kategorien (Mensch, Tier, Gegenstand) besteht, bekommen beide noch eine zusätzliche Bonuskarte. Sobald alle Spieler reihum ihren Tipp abgegeben und aufgelöst haben, endet die Runde und alle verbliebenen Karten werden abgeräumt. Der Startspielermarker wird weitergegeben und jeder Spieler erhält jeweils 2 neue Karten vom Nachziehstapel. Danach beginnt die neue Runde.
Das Spiel endet, wenn jeder Spieler gleich häufig Startspieler war. Bei drei Spielern wird das Spiel in der Regel über 9 Runden, bei vier bis fünf Spielern über 8 bis 10 Runden und bei sechs oder sieben Spielern über 6 oder 7 Runden gespielt. Gewinner des Spiels ist der Spieler, der am Ende die meisten Karten in seinem Fotoalbum sammeln konnte und bei einem Gleichstand gewinnen mehrere Spieler gemeinsam.

## Spielvarianten
Das Spiel kann in mehreren Varianten gespielt werden:
- Kenner: In dieser Variante bekommen alle Spieler jeweils eine Handkarte weniger. Bei der Paarwahl ziehen sie eine Karte und legen sie offen vor sich ab, danach wählen sie eine Karte von der Hand und legen sie in den verdeckten Stapel in der Tischmitte.
- Könner: In dieser Variante werden beide ausgewählten Karten von der Hand derdeckt in die Tischmitte gelegt. Wird in der Runde ein passendes Paar genannt, muss dies bestätigt werden und beide Spieler werden belohnt.
- Risiko: Diese Variante ist auf das Spiel für 3 bis 5 Spieler begrenzt und ergänzt das Spiel durch eine Push-your-luck-Komponente. Jeder Spieler wählt zwei Pärchen aus und legt jeweils eine der Karten in die Tischmitte und eine vor sich ab. Die Karten der Tischmitte werden auf 9 Karten aufgefüllt und ausgelegt, danach wird wie gewohnt gespielt. Sobald ein Spieler eine richtige Kombination errät, darf er wählen, ob er ein weiteres Mal raten möchte oder die gewonnenen Karten sichern möchte. Entscheidet er sich für eine weitere Tipprunde und kann diesmal kein korrektes Paar benennen, verliert er alle in der Runde gewonnenen Karten. Bonuskarten sind in diesem Spiel nicht vorgesehen.

## Ausgaben und Rezeption
Das Kartenspiel Facecards wurde von dem italienischen Spieleautor Leo Colovini entwickelt und 2017 bei Ravensburger zu den Internationalen Spieltagen (Spiel '17) in Essen veröffentlicht. Das Spiel wurde zuerst in einer multilingualen Version auf Deutsch, Englisch, Französisch, Italienisch und Niederländisch veröffentlicht.
Facecards wurde in die Empfehlungsliste der Jury zum Spiel des Jahres 2017 aufgenommen und als „lustiges Kombinations-Spiel“ beschrieben.

## Belege
1. 1 2 3 4 5 6  Offizielle Spielregeln für Facecards, 2017.
2. ↑  Versionen von Facecards in der Datenbank BoardGameGeek; abgerufen am 21. Juni 2018.
3. ↑  Facecards auf den Seiten des Spiel des Jahres e.V.; abgerufen am 21. Juni 2018.